# San José (Illinois)
Pour les articles homonymes, voir San José.

San José est un village situé à la fois dans le Comté de Logan et dans le Comté de Mason en Illinois.
Il a été fondé en 1858. La population était de 696 habitants lors du recensement de 2000.
- (en) Cet article est partiellement ou en totalité issu de l’article de Wikipédia en anglais intitulé « San Jose, Illinois » (voir la liste des auteurs).